# Јавански човек
Јавански човек (лат. Homo erectus erectus) је подврста хомо еректуса (Homo erectus), којег је 1891. године открио холандски антрополог Ежен Дибоа у провинцији Јава Тимур на острву Јава. Екскавациони тим је открио зуб, свод чела и бедрену кост у Тринилу на обалама реке Соло у Источној Јави. Тврдећи да су фосили представљали „недостајућу карику” између мајмуна и људи, Дубоа је дао врсти научно име Anthropopithecus erectus, што је касније преименовао у Pithecanthropus erectus. Овој врсти припадају и фосили пронађени у Кини, недалеко од Пекинга, који припадају Пекиншком човеку (Homo erectus pekinensis), као и једном броју фосила који су откривени у Арфици.
Фосил је изазвао много контроверзи. Мање од десет година након 1891. године објављено је скоро осамдесет књига или чланака о Еженовим налазима. Упркос Еженових трврдњи, мали број научника је прихватио да је Јавански човек био прелазни облик између мајмуна и људи. Неки су одбацили фосиле као човеколике мајмуне и други као модерне људе, док многи научници сматрају Јаванског човека примитивном бочном граном еволуције која се уопште не односи на модерне људе. Током 1930-их Дубоа је тврдио да је Pithecanthropus имао грађу попут „гигантског гибона”, што је његов у знатној мери погрешно протумачен покушај да докаже да је то „карика која недостаје”.
Коначно, сличности између Pithecanthropus erectus (Јаванског човека) и Sinanthropus pekinensis (Пекиншког човека) навеле су Ернста Мајра да преименује оба у Homo erectus 1950. године, стављајући их директно у људско еволуционо стабло. Да би се разликовао Јавански човек од осталих популација Homo erectus, неки научници су га почели сматрати као подврсту, Homo erectus erectus, током 1970-их година. Други фосили пронађени у првој половини 20. века на Јави у Сангирану и Мојокерту, од којих су сви старији од оних које је пронашао Дубоа, такође се сматрају делом врсте Homo erectus. Процењено да су стари између 700.000 и 1.000.000 година. У време њиховог открића, фосили Јаванског човека су били најстарији фосили хоминина икада пронађени. Фосили Јаванског човека се чувају у Натуралис центру у Холандији од 1900. године.

## Откриће
Ежен Дибоа је био холандски лекар, који је, полазећи од теорије еволуције, био убеђен да се једна карика те еволуције одиграла негде у Азији. Будући да није имао сопствена средстава да финансира експедицију, придружио се холандској војсци и био распоређен у Источну Индију. Године 1887. са породицом одлази на Суматру. После две године пребачен је на Јаву, где током јесени 1891. на обали реке Соло Ривер близу села Тринил, открива лобањску калоту. Годину дана касније и 15 m од места првог открића, налази и фемур (бутну кост), а нешто касније и три зуба.
Ова лобањска капа била је врло дебелих зидова, дуга и ниска, без чела и имала огромне гребене обрва. Дибоа је проценио кранијални капацитет на 900 cm³. Фемур је био сличан људском, према чему је ово откриће представљало карику која недостаје између створења сличном човеколиким мајмунима и људи. Фемур је доказао да је је ходало усправно због чега је Дибоа овог прачовека назвао усправним човеколиким мајмуном или Pithecanthropus erectus-ом.
Фосилни налази били су изложени на Међународном Конгресу зоологије 1895. године и изазвали су сукоб између мишљења да су ови остаци припадали човеколиком мајмуну или праљудима.
Ископавања су поновљена на истом месту 1906. године, али није пронађен ни један скелетни остатак. Између 1936. и 1939. Вон Коенгисвалд је истраживао област Сангирана, 60 km од Тринила. На овом локалитету отркивени су остаци вилице, зуби, фрагменти лобање, али не и кости удова. Ови налази означени су као Питекантропус II, III и IV.

## Питекантропус и Синантропус
Хомо еректус има центре за говор који су смештени у брокиним квргама, које је први открио Пол Брока. То су два удубљења са унутрашње стране чеоне кости која представљају отисак центара за говор који су постојали у мозгу.
Старији хомо еректус од главе наниже био је човек, али није знао артикулисано да говори. До тог закључка се дошло анализом грађе кичмених пршљенова. То откриће је показало да је хомо еректус био на нижем ступњу развоја него што се мислило. Његов ментални склоп био је на нивоу једногодишњег детета.
Каснијим анализама дошло се до закључка да је хомо еректус на средини еволуције, између човека и животиње. Био је здепасте грађе, али - усправан. Мозак му је био око 30% мањи од нашег. Хомо хајделбергенсис, за кога се сматра да је директан предак Хомо неандерталенсиса, има мозак сличан нашем. Пре око пола милиона година преци почињу да личе на нас ментално и физички.

## Карактеристке Хомо еректуса
- старост - (?)1,5 милиона година - 200.000 година
- висина тела - 160-165
- мождана запремина - 700-1000cm³
- одлике лобање:незнатно пресвођавање можданог дела лобање, надочни лукови масивни и наглашени, посторбитално стезање слепоочног угла, коштани зидови веома дебели, у окципиталној пројекцији ширина лобање лежи ниско
- одлике лица: велика ширина носног отвора, мандибула велика и масивна, као и зуби, обрадак раван, очњаци нешто више одвојени
- посткранијални скелет:карактеристике хоминида
- култура: култура камених језгра, почиње употреба ватре